# Национален либерализъм
Националният либерализъм е политическа идеология, съчетаваща либерализма с елементи на национализъм.
Той възниква и придобива влияние през XIX век, най-вече в Централна, Югоизточна и Северна Европа. Националният либерализъм си поставя цел постигането на индивидуална и икономическа свобода и на национален суверенитет и се превръща във важен елемент от процеса на образуване на национална идентичност и създаване на национални държави в региона. След тяхното утвърждаване в началото на XX век той до голяма степен губи значението си.

## В България
Националлибералната партия е единствената такава, съществувала от 1920 до 1934. Била е създадена вследствие на обединението на Либералната, Младолибералната и Народнолибералната партия. През 1931 се вклучва в Народния блок, като има министерски пост в правителството му. Орган на партията бил вестник „Независимост“